# Çiftçigediği, Bayındır
Çiftçigediği là một xã thuộc huyện Bayındır, tỉnh İzmir, Thổ Nhĩ Kỳ. Dân số thời điểm năm 2010 là 210 người.